# Nilobezzia photophila
Nilobezzia photophila är en tvåvingeart som först beskrevs av Jean-Jacques Kieffer 1913.  Nilobezzia photophila ingår i släktet Nilobezzia och familjen svidknott. Inga underarter finns listade i Catalogue of Life.